# Trochosa obscura
Trochosa obscura este o specie de păianjeni din genul Trochosa, familia Lycosidae. A fost descrisă pentru prima dată de Roewer, 1960.
Este endemică în Rwanda. Conform Catalogue of Life specia Trochosa obscura nu are subspecii cunoscute.